# Црква Светог Јована Крститеља у Крајковцу
Црква Светог Јована Крститеља у Крајковцу, насељеном месту на територији градске општине Црвени крст, припада Епархији нишкој Српске православне цркве. Подигнут је на месту старијег храма око 1930. године, када је освећен и посвећен Светом Јовану Крститељу.

## Историјат
Црква се први пут помиње у турском попису из 14. века као манастир, а остало је записано у историографији да су монаси манастира трговали са дубровачким трговцима из Прокупља и Ниша. Манастир је разорен у непознатом периоду. 
Данашња црква је подигнута на темељима старог храма око 1930. године, трудом и средствима мештана села Крајковац и околних села.